# Castilla la Nueva
Castilla la Nueva est une municipalité située dans le département de Meta en Colombie.